# Vrhov Dol

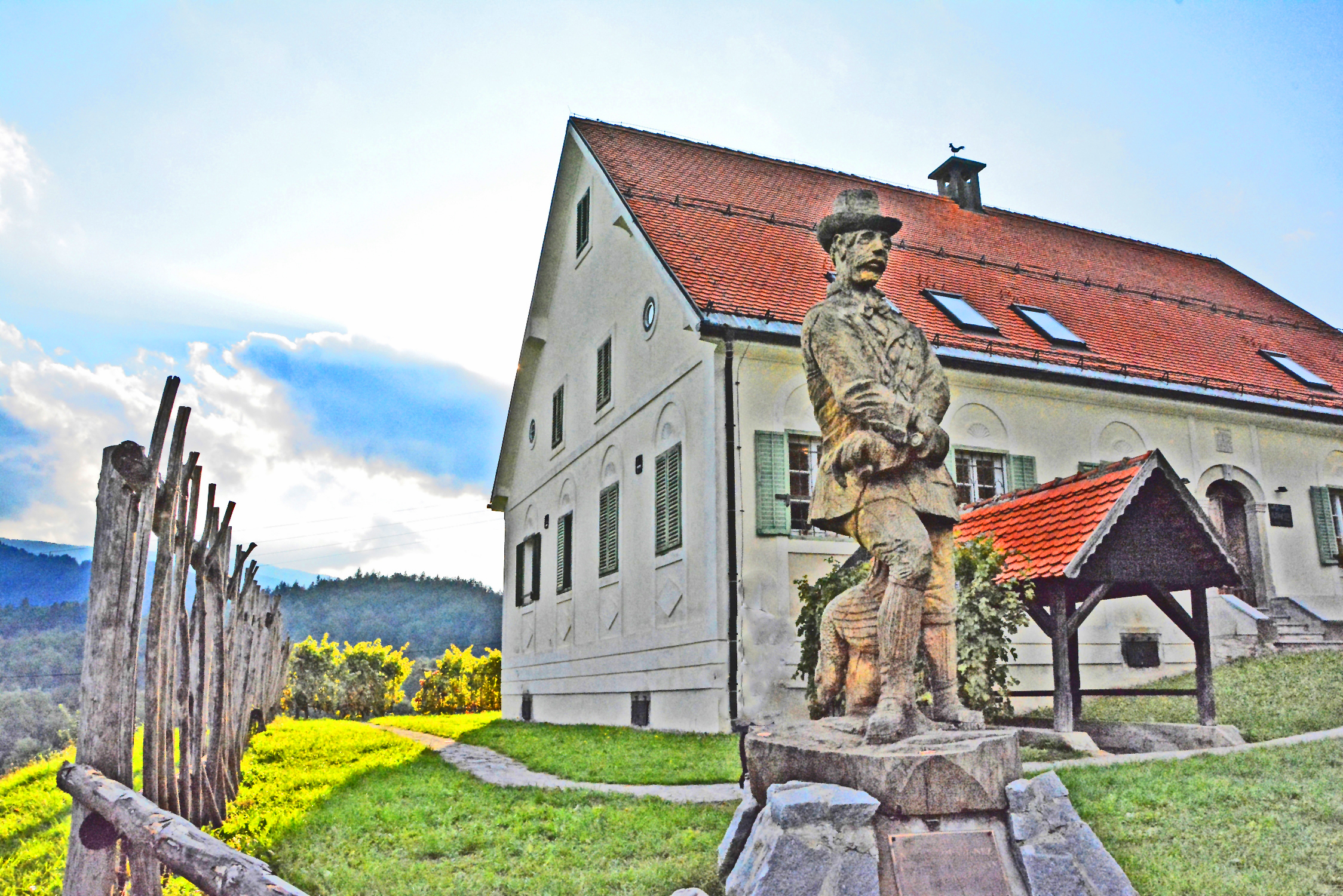
Gutshaus Weingut Meranovo mit Erzherzog-Johann-Denkmal

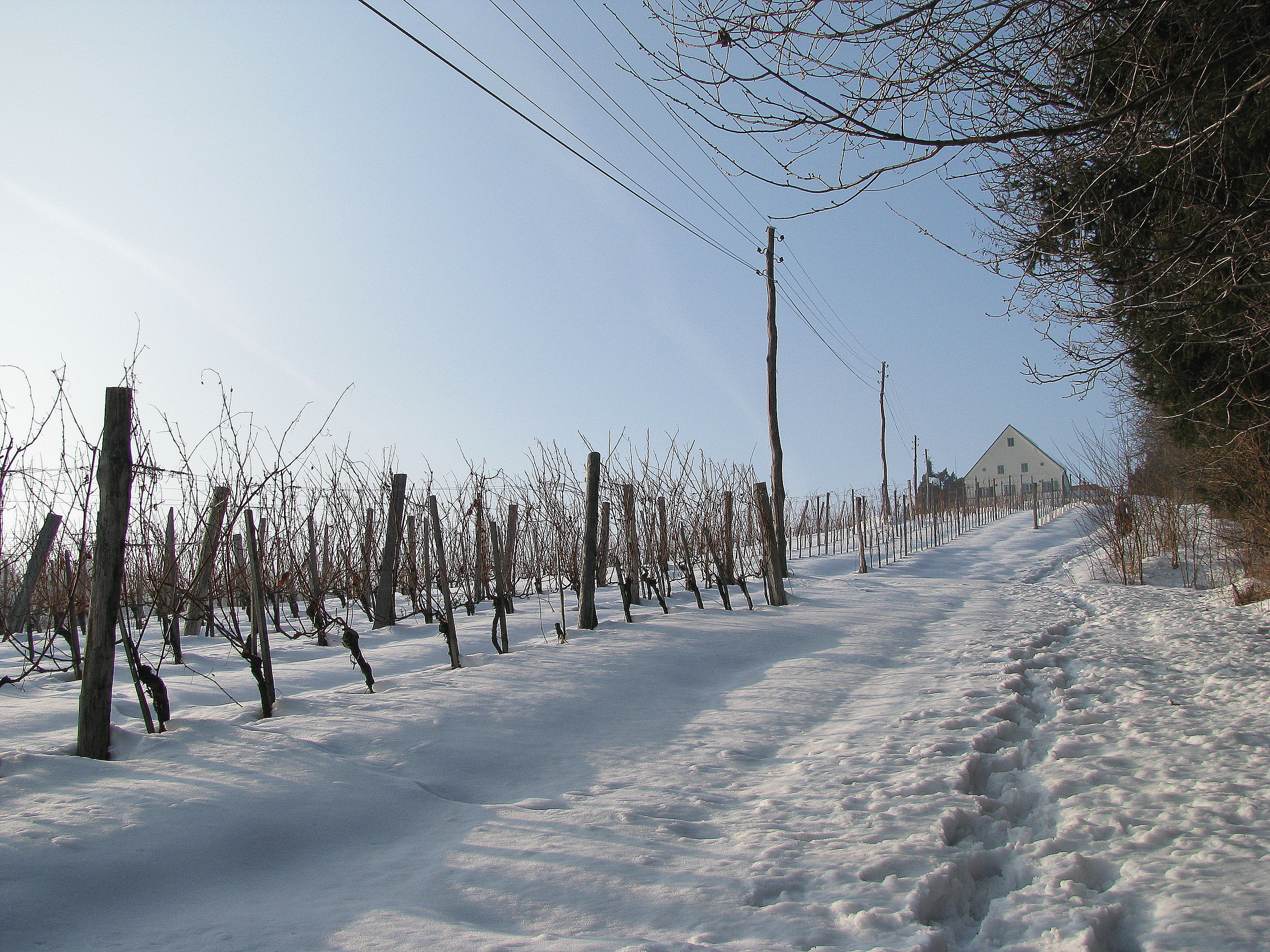
Meranovo im Winter

Vrhov Dol (deutsch Bergenthal) ist ein Ort im Hügelland am nördlichen Fuß des Bachergebirges (slowenisch: Pohorje) westlich der Stadt Maribor in Slowenien. 
Der Ort gehört zur Ortsgemeinschaft KS Limbuš in der Stadtgemeinde Maribor.

## Weingut Meranovo
Auf den Ortsgebiet befindet sich das Weingut Meranovo, gegründet 1822 von "Erzherzog Johann". Die Fakultät für Agrar- und Biosystemwissenschaften der Universität Maribor unterhält dort ihr Zentrum der Weinbau- und Weinbauforschung, das auch Wein vermarktet.
Im Jahre 1823 wurde dort die erste Weinbauschule der Steiermark gegründet wurde, die Ausgangspunkt des modernen Weinbaus sowohl in der heutigen slowenischen als österreichischen Steiermark wurde.